# Cristianesimo in Eritrea

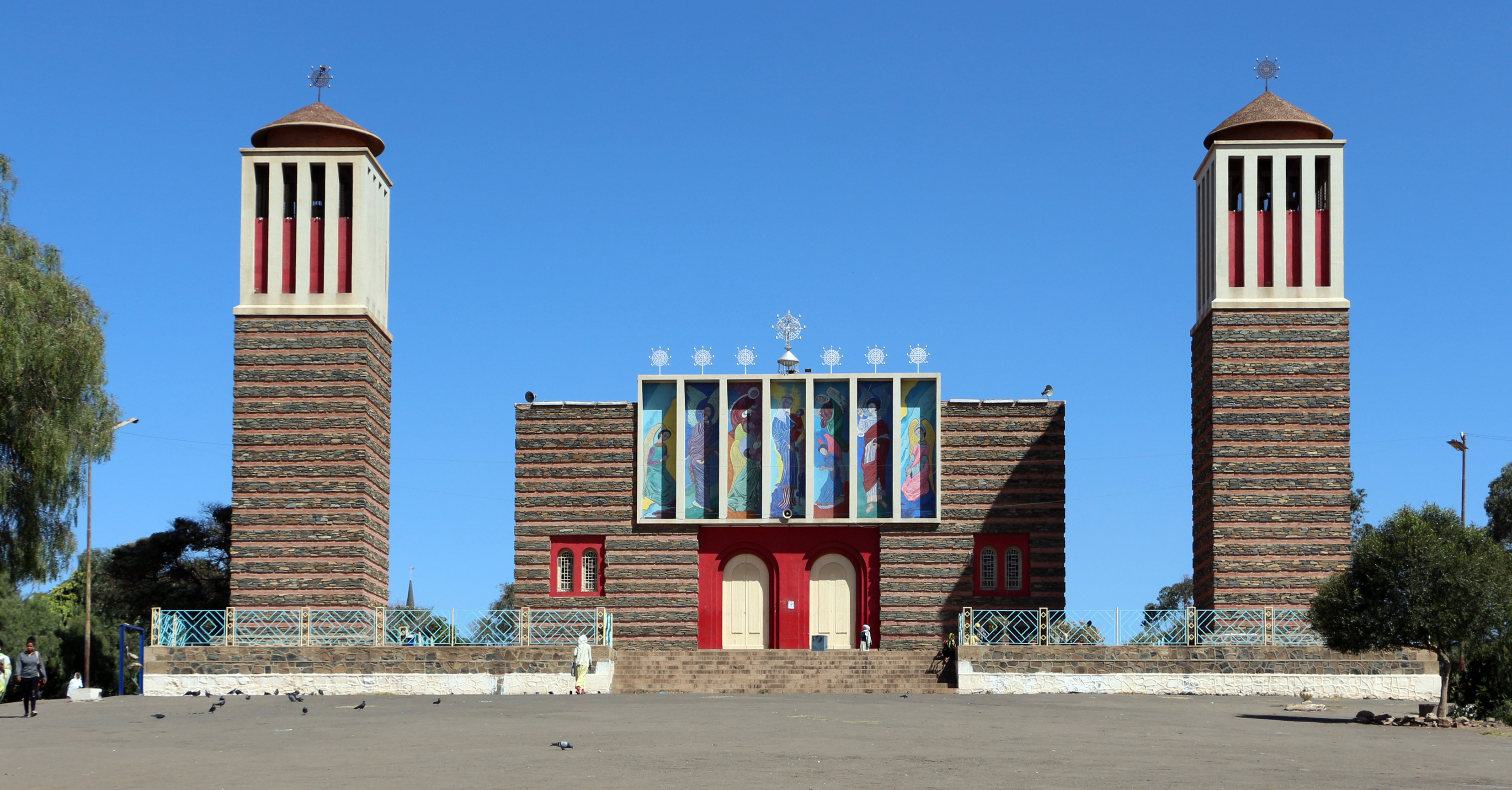
La cattedrale ortodossa Enda Mariam ad Asmara

L'Eritrea è un paese multireligioso con due religioni dominanti, il Cristianesimo e l'Islam, con circa il 50% della popolazione che è cristiana e il 50% musulmana secondo l'Alto commissariato delle Nazioni Unite per i rifugiati (UNHCR). Secondo il Pew Research Center, il 62,5% sono i seguaci del cristianesimo, per lo della Chiesa ortodossa eritrea e, in misura minore, del cattolicesimo romano.
L'Eritrea, insieme al suo vicino meridionale, l'Etiopia, è stato uno dei primi paesi cristiani nel mondo che hanno adottato ufficialmente il cristianesimo come religione di stato nel IV secolo. Allo stesso tempo, è stato anche uno dei primi insediamenti musulmani in Africa, dove un gruppo di credenti in Allah e Maometto, di fronte alla persecuzione che subivano alla Mecca viaggiarono fino in Abissinia, (oggi Etiopia) attraverso la moderna Eritrea. I cristiani in Eritrea costituiscono i tre gruppi principali; la Chiesa ortodossa eritrea, la Chiesa cattolica romana e la Chiesa evangelica. Le diocesi cattoliche in Eritrea sono l'arcieparchia di Asmara e le eparchie di Barentù, Cheren e Saganèiti.
Il governo eritreo riconosce come legittime solo quattro religioni; l'ortodossia eritrea, l'islam, il cattolicesimo e il luteranismo della Chiesa evangelica eritrea (di origine svedese). Gli altri gruppi religiosi, quali i Testimoni di Geova e il pentecostalismo, sono fuorilegge e i praticanti possono essere detenuti a tempo indeterminato.